# Gabduljái Ajátov
Gabduljái Jurámovich Ajátov (en ruso Габдулхáй Хурáмович Ахáтов, en tártaro Габделхәй Хурам улы Əхатов,  también conocido por la transliteración inglesa como Gabdulkhay Akhatov; 1927-1986) fue un científico tártaro y soviético, profesor de universidad, filólogo, lingüista y personaje público.
Gabduljái nació en 8 de septiembre de 1927 en Menzelinski Canton, República Socialista Soviética Autónoma Tártara, URSS.
Se graduó en 1951, la Universidad de Kazán.  Graduado de la escuela en 1951-1954 (ibid.). En 1954, defendió su tesis.
En 1965, defendió su tesis doctoral. En 1970, G. Ajátov se convirtió en profesor de universidad.
El científico es el autor de más de 200 monografías científicas, artículos y libros.
Trabajos científicos en el campo de las lenguas orientales. La mayoría de los documentos científicos sobre la lengua tártara.
Era un políglota - sabía varias lenguas orientales.
El Profesor Gabduljái Ajátov fue el organizador y líder de una serie de expediciones científicas a Siberia, Asia Central y otras regiones.
Sus trabajos científicos fueron galardonados en el XIII Congreso Internacional de Lingüistas (Tokio, 1982).
Murió en 25 de noviembre de 1986 en Náberezhnye Chelný, Tartaristán, URSS.

Mapa de dialectos de idioma tártaro: West Sibir, n.º 3 (G. Akhatov, 1965)

## Los libros científicos
- G.Akhatov. Los problemas de los métodos de enseñanza de la lengua tártara en dialecto oriental (monografía). Tobolsk, 1958. (en ruso)
- G.Akhatov. Dialecto de tártaros de West -Siberian (monografía). Ufá, 1963. (en ruso)
- G.Akhatov. Contactos de lenguaje del Volga y los Urales (monografía). Ufá, 1970. (en ruso)
- G.Akhatov. Fraseología (monografía). Ufá, 1972. (en ruso)
- G.Akhatov. Lexicología moderna lengua tártara literaria (monografía). Kazán, 1979. (en tártaro)
- G.Akhatov. Mishar dialecto de la lengua tártara (libro de texto para estudiantes universitarios). Ufá, 1980. (en ruso)
- G.Ajátov. Diccionario fraseológico del idioma tártaro. Kazán: Tatknigoizdat, 1982 (en tártaro)
- G.Akhatov. Lexicología de la moderna lengua tártara (libro de texto para estudiantes universitarios). Ufá, 1975. (en tártaro)
- G.Akhatov.Modern lengua tártara literaria (monografía). Kazán, 1982. (en tártaro)
- G.Akhatov. Dialectología de lengua tártara   (libro de texto para estudiantes universitarios), Kazán, 1984. (en tártaro)
- G.Akhatov. Lexicología de lengua tártara (libro de texto para estudiantes universitarios). Kazán, 1995. (en tártaro)